# Lemniscomys rosalia
Lemniscomys rosalia — вид гризунів родини мишевих (Muridae). Вид зустрічається в Анголі, Ботсвані, Кенії, Малаві, Мозамбіку, Намібії, ПАР, Есватіні, Танзанії, Замбії та Зімбабве. Його природне середовище існування — вологі савани та орні землі.

## Опис
Вид є представником свого роду середнього розміру з довжиною голови і тулуба від 85 до 168 мм, довжиною хвоста від 81 до 147 мм і вагою від 19 до 74 г. Має задні лапи довжиною від 24 до 30 мм і вуха від 8 до 16 мм. Верхнє волосся сіре біля основи та оранжево-коричневе або коричневе в середині та на кінчиках, створюючи строкатий оранжево-коричневий вигляд. Чорна смуга тягнеться від шиї до основи хвоста. З боків хутро зазвичай трохи світліше. Нижня сторона покрита білястим хутром. На голові характерні жовті кільця навколо очей, вуха світло-вохристого кольору і є довгі вібриси. Зразки, які живуть у сухих районах, зазвичай світліші, ніж особини у вологих ландшафтах. Хвіст знизу світліший, ніж верх.

## Спосіб життя
Вони пересуваються по землі й будують гніздо з трави, яке розташовують близько до землі і часто поруч із клубком трави. Харчуються переважно зеленими частинами рослин, які завершуються насінням рослин.
Розмір виводку після вагітності, яка триває близько 24 днів, становить від 2 до 11 нащадків. При народженні вони важать в середньому 2,6 г і зазвичай вигодовуються протягом 20 днів. Лише деякі екземпляри живуть більше року. Миша часто стає жертвою хижих птахів.